# Riba de Mouro
Riba de Mouro is een plaats (freguesia) in de Portugese gemeente Monção en telt 1111 inwoners (2001).

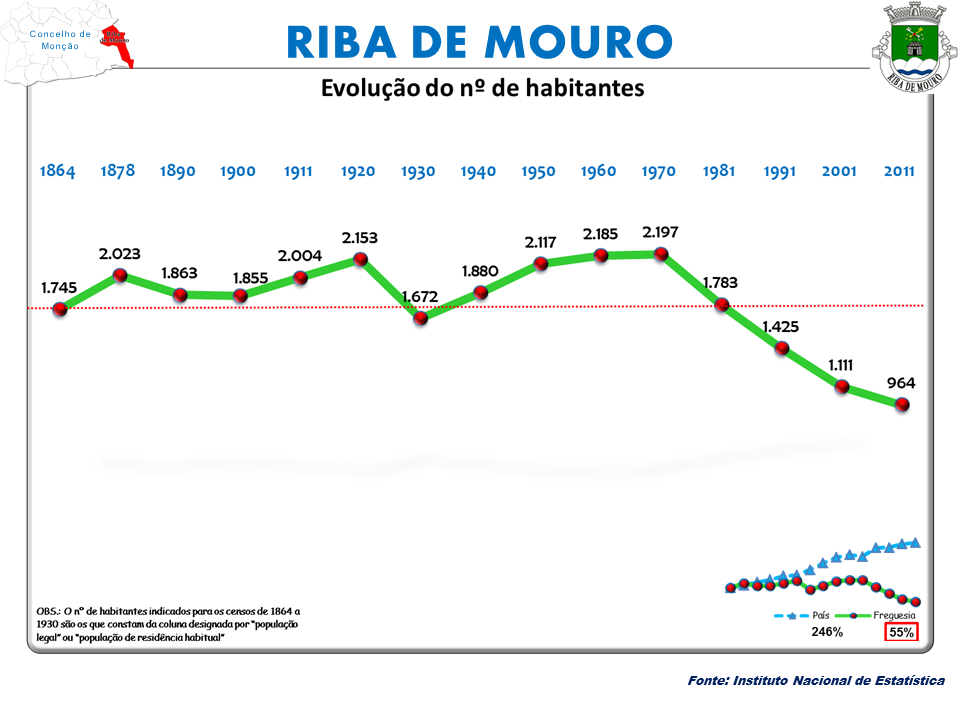
Bevolkingsontwikkeling tussen 1864 en 2011